# 塞得港省
塞得港省（阿拉伯语：محافظة بورسعيد），是埃及二十九省之一，位于該國東北部，北臨地中海。首府塞得港。面积72平方公里，人口570,768人（2006年统计）。

## 外部連結
- 官方網頁 （页面存档备份，存于） （阿拉伯文）